# Ion Duca

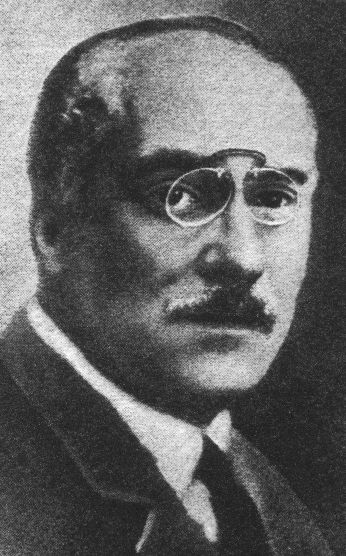
Ion G. Duca, ehemaliger Ministerpräsident Rumäniens

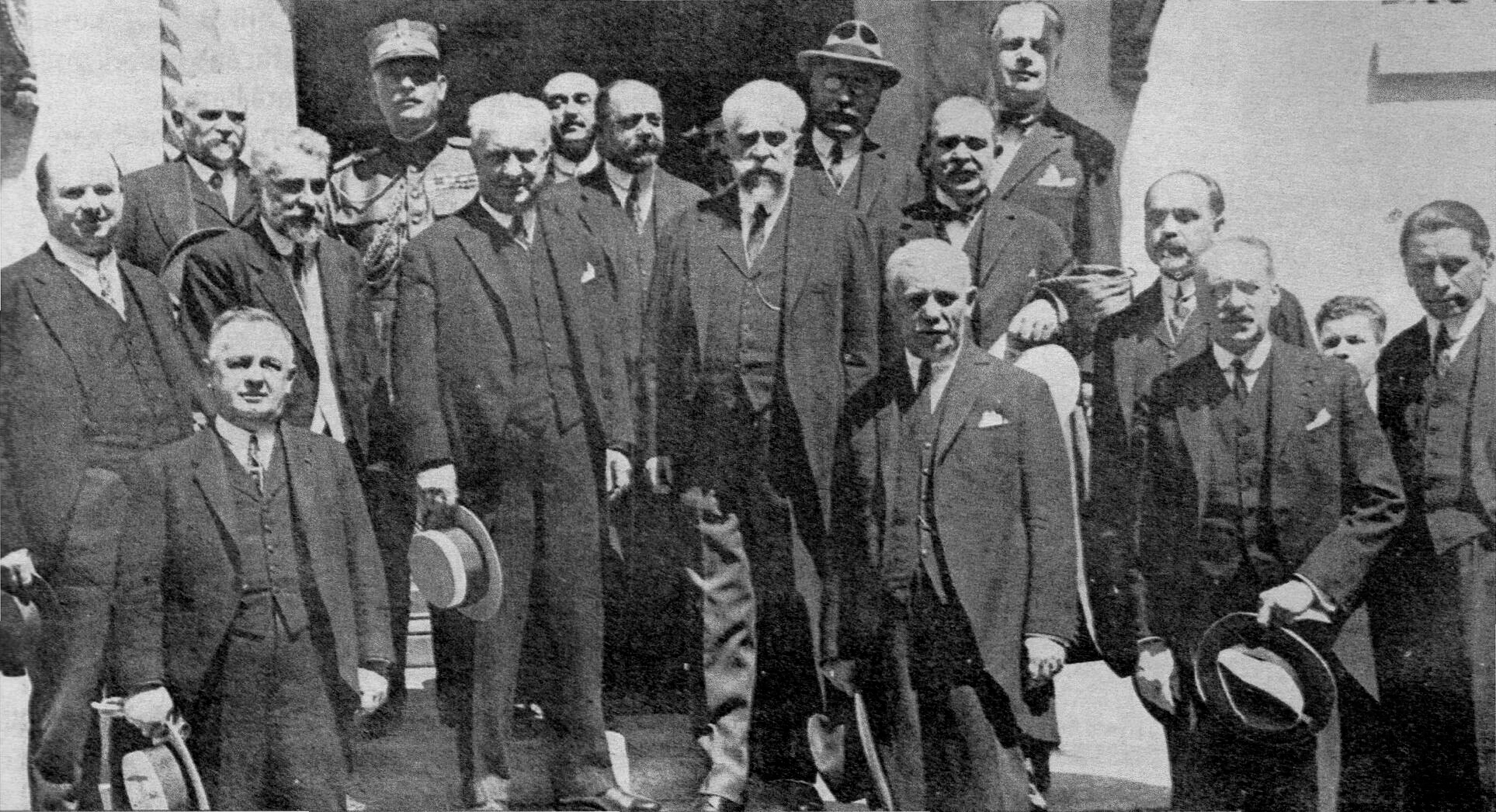
Ionels Brătianus letzte Regierung (1927), darunter u. a. Vintilă Brătianu (2. Reihe, zweiter von links), Ionel Brătianu (2. Reihe, Mitte), Ion Duca (1. Reihe, zweiter von rechts) und Gheorghe Tătărescu (1. Reihe, ganz rechts)

Ion Gheorghe Duca (* 26. Dezember 1879 in Bukarest, Rumänien; † 29. Dezember 1933 in Sinaia, Rumänien) war ein liberaler rumänischer Politiker und Außenminister bzw. Ministerpräsident Rumäniens.

## Leben
Duca war Mitglied in Ionel Brătianus Nationalliberaler Partei (Partidul Național Liberal) und wurde in Brătianus Kabinetten ab 1914 mehrmals Minister (1914–1918 Kultusminister, 1918–1919 Landwirtschaftsminister). Von 1922 bis 1926 war er Außenminister und Befürworter der Kleinen Entente. In Ionels letztem Kabinett wurde er 1927 Innenminister. Nach Ionels Tod wurde 1927 zunächst dessen Bruder Vintilă Brătianu Partei- und Regierungschef, Duca wurde auch in dessen Kabinett als Innenminister übernommen (bis 1928). Nach Vintilăs Tod 1930 wurde Ion Duca zum neuen Parteichef bestimmt. Dies und der parteiinterne Streit um die Haltung gegenüber König Carol II. führte zu einer Spaltung der Nationalliberalen Partei. Ionels Sohn Gheorghe Brătianu gründete mit einem Teil des rechtsnationalistischen, profaschistischen Parteiflügels, den sogenannten "Jungliberalen", seine eigene Partei als Partidul Național Liberal - Brătianu, die sich erfolglos mit der faschistischen Eisernen Garde verbündete.
Duca wurde vom König am 14. November 1933 zum Ministerpräsidenten berufen und galt als ein Vertreter liberaler Innen- und Außenpolitik bzw. ein Verteidiger demokratischer Rechte angesichts der faschistischen Gefahr. Nach nur sechs Wochen wurde Duca jedoch bei einem Besuch in Sinaia auf dem Bahnhof der Stadt von der Eisernen Garde ermordet. Nachfolger als Regierungschef wurde 1934 Ducas Stellvertreter Gheorghe Tătărescu, Nachfolger als Parteichef wurde Ionels und Vintilăs Bruder Constantin "Dinu" Brătianu. Er hinterließ unter anderem ein Anwesen in Măldărești, das Ansamblul Culei Duca. Es handelte sich um einen komfortabel bewohnbaren Wehrturm. In den 1960er Jahren diente er als Unterkunft für Traktoristen.